# 1947 dans les chemins de fer
Chronologie des chemins de fer
1946 dans les chemins de fer - 1947 - 1948 dans les chemins de fer

## Évènements

### Mars
- 21 mars.  France :   ouverture de la station Ourcq de la ligne 5 du métro de Paris.

### Mai
- 6 mai.  Australie :   un accident ferroviaire vers Brisbane fait au moins 16 morts et près de 35 blessés[1].

### Octobre
- 11 octobre.  Afrique-Occidentale française :   début de la grève du chemin de fer de Dakar au Niger qui dure jusqu'au 19 mars 1948 et permet une augmentation de 20% des salaires des cheminots[2].

### Décembre
- 3 juin. Irlande : fermeture de la Gare de Fintown.